# Tune Herred
Tune Herred var et herred i Roskilde Amt. Det er beliggende i amtets nordøstlige ende, med kyst ud til Køge Bugt. Mod syd grænser det op til Ramsø Herred, og mod vest til Ramsø- og Sømme Herreder. Herredet hørte i middelalderen under Sjællands Østersyssel.
I herredet ligger følgende sogne:
- Greve Sogn
- Havdrup Sogn
- Jersie Sogn
- Karlslunde Sogn
- Karlslunde Strand Sogn (Ej vist på kort)
- Karlstrup Sogn
- Kildebrønde Sogn (fra 2014 Hundige-Kildebrønde Sogn)
- Kirke Skensved Sogn
- Mosede Sogn (Ej vist på kort)
- Reerslev Sogn (Høje-Taastrup Kommune)
- Snoldelev Sogn
- Solrød Sogn
- Tune Sogn
- Vindinge Sogn (Roskilde Kommune)